# Râul Nanda
Râul Nanda sau Râul Nânzi este un curs de apă, afluent al râului Cerna.

## Hărți
- Harta Județului Maramureș